# Győr+ Rádió
A Győr+ Rádió (vagy 100,1 Győr+) egy Győrben fogható helyi közösségi rádióállomás, amely 2011. november 4-én kezdte meg adását az FM 100.1 MHz-es hullámhosszon Győrben és 30–40 km-es vonzáskörzetében.

## Története
A rádió elsősorban a kereskedelmi rádiókhoz hasonló műsort sugároz, azonban zenei kínálata némileg eltér attól: zenei kínálata főként a 80-as, 90-es éveket célozza meg, melyeket a 60-as, 70-es, valamint a 2000-es évek klasszikusai fűszereznek. Továbbá a helyi közéleti eseményekről tudósításokat, stúdió-vendégekkel készült beszélgetéseket és élő bejelentkezéseket is sugároz, valamint a sávos műsorokon kívül megtalálható a naponta jelentkező rádiókabaré, a hangoskönyv, a fiatalokat megcélzó hétvégi slágerlista, és a vasárnaponként jelentkező komolyzenei műsor is. 2022. január 17-én új szignálparkot kapott a rádió, Sivák Péter jelentős segítségével.

## Műsorrend
- Hajnali Gyors  (Hétköznap 05:00 - 06:00)
- Győr+ Reggeli (Hétköznap 06:00 - 10:00)
- Győr+ Délelőtt (Hétköznap 10:00 - 14:00)
- Győr+ Délután (Hétköznap 14:00 - 18:00)
- Győr+ Este (Hétköznap 18:00 - 20:00)
- Mélyvíz (Keddenként 19:00 - 20:00)
- Győr+ Kabaré (Minden nap 20:00 - 21:00)
- Győr+ Hangoskönyv (Minden nap 21:00-22:00)
- Best of (Hétvégén 06:00 - 08:00)
- Magunk Közt (Hétvégén 08:00 - 09:00)
- Győri Édes (Hétvégén 09:00 - 11:00)
- Győr+ Hétvége (Szombaton 11:00 - 15:00; Vasárnap 12:00 - 17:00)
- Legenda (Szombat 15:00 - 17:00)
- Győr+ DJ (Szombaton 17:00 - 19:00)
- Best of Magyarok (Vasárnap 17:00 - 19:00)
- Divertimento (Vasárnap 11:00 - 12:00, 19:00-20:00)

## Műsorvezetők
- Orosz Sándor
- Bajzát Zsuzsi
- Nagy Roland
- Farkas Mónika
- Molnár Zsuzsanna
- Czafit Róbert
- Herkely Ákos
- Weisz Mátyás
- Ferenczy Balázs
- Herkely Ákos
- Mihályi Orsi

## Hírszerkesztők
- Nimsz Zsuzsanna
- Rozmán László
- Czafit Róbert
- Fodor László